# Lago Shikotsu
El lago Shikotsu es un lago de cráter ubicado en Chitose, Hokkaidō, Japón. Es parte del parque nacional Shikotsu-Toya.

## Geografía
El lago Shikotsu se encuentra en la parte suroeste de Hokkaidō. Tiene una profundidad promedio de 265 metros y una profundidad máxima de 363 metros, lo que lo convierte en el segundo lago más profundo de Japón, después del lago Tazawa. Es el octavo lago más grande por superficie en Japón y el segundo más grande de los lagos de caldera de Japón, solo superado por el lago Kussharo. Está rodeado por tres volcanes: el Monte Eniwa al norte y Monte Fuppushi y Monte Tarumae al sur. La caldera se formó en el holoceno cuando la tierra entre los volcanes disminuyó.

Debido a su profundidad, el volumen del lago Shikotsu alcanza tres cuartos del volumen del lago Biwa, el lago más grande de Japón, a pesar de tener solo una novena parte de la superficie de ese lago. Debido a la pequeña relación de superficie a profundidad, la temperatura del agua se mantiene constante durante todo el año, lo que lo convierte en el lago sin hielo más septentrional de Japón. Los ríos Bifue, Okotanpe, Ninaru y Furenai lo alimentan, y su principal salida es el río Chitose.

## Geología
El cráter en el que se encuentra el lago Shikotsu se formó hace 40 a 50 mil años. Según el Programa de Vulcanismo Global, la caldera se formó hace 31 a 34 mil años por una de las erupciones cuaternarias más grandes de Hokkaidō. La caldera se compone principalmente de dacita, riolita y andesita. Los volcanes Monte Tarumae, Monte Eniwa y Monte Fuppushi se formaron en el borde de esta caldera.

## Origen del nombre
El nombre del lago Shikotsu deriva de shikot, que en idioma ainu, significa gran depresión o hueco. Para los japoneses, esto se parecía demasiado a osteonecrosis (死骨 shikotsu), por lo que intentaron cambiarle el nombre a "Engi", pero este nombre no se quedó.

## Recursos
El salmón rojo (localmente llamado "chippu"), se volvió un producto destacado del área y su pesca es un pasatiempo en verano.

## Transporte
La carretera nacional 267 se extiende a lo largo de la orilla sur, conectando el lago con Tomakomai y Date. La autopista 453 se extiende desde las partes este y norte del lago hasta Sapporo.

Las rutas de autobuses urbanos desde Chitose conducen al lago. Los autobuses Hokkaidō-Chūō conectan Shikotsu-ko con la Estación de Chitose y el Aeropuerto de Chitose. En el verano, también hay un autobús desde la terminal de Sapporo. El antiguo servicio de autobuses entre el lago y Tomakomai fue descontinuado.